# Roberta di Camerino
Roberta di Camerino, all'anagrafe Giuliana Coen Camerino (Venezia, 8 dicembre 1920 – Venezia, 11 maggio 2010), è stata una stilista italiana.

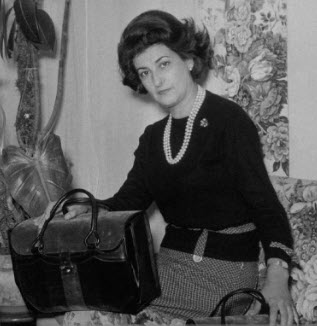
Giuliana Camerino

È anche il nome della griffe di alta moda da lei fondata subito dopo la fine della seconda guerra mondiale e intitolata con il nome della figlia Roberta. Il logo dell'azienda - che ha sede a Venezia in Calle della Testa - è rappresentato da una cintura intrecciata che forma una lettera R maiuscola.

## Biografia
Nacque Giuliana Coen. Camerino era il cognome del marito. Roberta di Camerino ha acquisito notorietà internazionale per la sua produzione di accessori ed abiti di moda, in particolare tailleur con motivi di stile trompe-l'œil, cinte, foulard e borse in velluto a comparti verdi, rossi e blu e ricamate in oro e a stemmi. Tali borse - celebre è quello che porta il nome di borsetta Bagonghi - furono da lei ideate durante il periodo trascorso in Svizzera negli anni del conflitto mondiale, dove, dalla natìa Venezia, aveva trovato riparo assieme alla famiglia - di religione ebraica - per sfuggire alle persecuzioni dovute alle famigerate leggi razziali fasciste. Tornata nel capoluogo veneto nel 1945, aprì un piccolo laboratorio nell'Istituto di Rieducazione situato alle Zitelle, reinserendo ragazze emarginate nel mondo del lavoro sartoriale.

### Successo internazionale

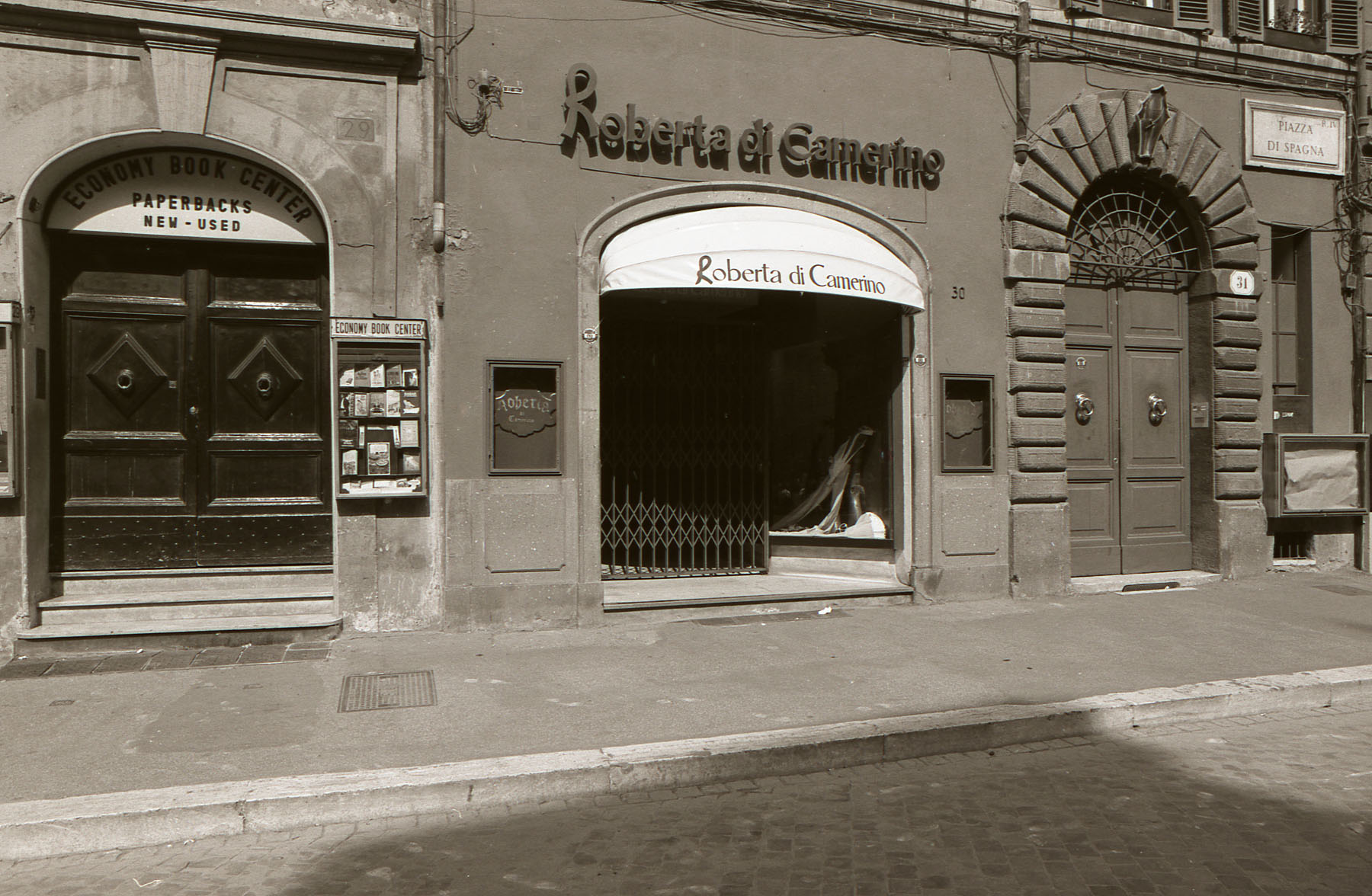
Il negozio in Piazza di Spagna Roma 1984

Poco più di dieci anni dopo, nel 1956 fu premiata con l'Oscar della moda, il Neiman Marcus Award, mentre è del 1963 la sua prima sfilata nella Sala Bianca di Palazzo Pitti a Firenze. Gli anni settanta sono contrassegnati dalla conquista di numerosi riconoscimenti e da un accordo commerciale con il colosso Mitsubishi per l'esclusiva in Giappone delle linee aziendali. A fine decennio il volume d'affari della casa ammontava a dodici miliardi di lire. Nel decennio successivo, il Whitney Museum of American Art ha dedicato a Roberta di Camerino una retrospettiva con i suoi disegni. Nel 1981 la stilista è stata autrice, Insieme al giornalista Marco Mascardi, di un'autobiografia intitolata R come Roberta e pubblicata da Arnoldo Mondadori Editore.
Il consolidamento dell'accordo con Mitsubishi Corporation porta negli stessi anni alla nascita, a Tokyo, della Roberta di Camerino Far East destinata ad operare per una diffusione del marchio nell'intera area del sud-est asiatico. In occasione del cinquantesimo anno di fondazione della maison, è stata inaugurata nel 1995 alla Galleria del Costume di Palazzo Pitti la donazione Roberta di Camerino, comprendente abiti ed accessori entrati a far parte della storia della moda italiana fra gli anni sessanta e i settanta. Nel 2001 è nata la Fondazione Roberta di Camerino, organizzazione no profit di diritto svizzero che si prefigge di offrire l'accesso ai propri archivi ad università, accademie e istituti che svolgono corsi di stile nella moda e di design e costume. Roberta di Camerino donò anche la sua grande raccolta di conchiglie, ai colori delle quali talvolta si ispirò per le sue creazioni, al Museo Storico Navale di Venezia.

### Il passaggio di proprietà
A giugno 2008 il marchio Roberta di Camerino è stato acquisito da Sixty Group SpA di Wicky Hassan e Renato Rossi. È deceduta all'Ospedale Civile di Venezia l'11 maggio 2010, dopo essere stata colpita da malore mentre si trovava sulla sua barca in Istria.